# Eupithecia erectinota
Eupithecia erectinota es una especie de polilla de la familia Geometridae. La especie fue descrita por primera vez por William Warren habiendo sido descrita en 1904, con distribución en Perú. El sintipo de la especie fue descrita en la Provincia de Carabaya, a una altitud de 6500 metros (21 325,5 pies).